# شاهدخت آلیس باتنبرگ
شاهدخت آلیس باتِنبِرگ (به آلمانی: Prinzessin Alice von Battenberg؛ ۲۵ فوریهٔ ۱۸۸۵ – ۵ دسامبر ۱۹۶۹) شاهدخت نیکوکار آلمانی، نتیجهٔ ملکه ویکتوریا و عضو خاندان‌های پادشاهی یونان و دانمارک بود. او مادر شاهزاده فیلیپ، دوک ادینبرو همسر الیزابت دوم، ملکه حاکم امپراتوری بریتانیا بود.
وی در قلعهٔ وینزر به دنیا آمد و کودکی‌اش در بریتانیا، امپراتوری آلمان و حوضهٔ مدیترانه گذشت. او در هنگام تولد یک شاهدخت هسن محسوب می‌شد و عضوی از خاندان باتنبرگ بود که شاخه‌ای از خاندان سلطنتی هسن است. وی به‌طور مادرزادی ناشنوا بود و از طریق لب‌خوانی با دیگران ارتباط برقرار می‌کرد. آلیس پس از ازدواج با شاهزاده اندروی یونان و دانمارک به عنوان شاهدخت اندروی یونان و دانمارک شناخته می‌شد. وی بعد از ازدواج با اندرو تا زمان تبعید اغلب اعضای خانوادهٔ سلطنتی یونان در سال ۱۹۱۷، در یونان زندگی می‌کرد. خانوادهٔ آلیس بعد از مدتی به یونان بازگشت، اما چون همسر او در شکست یونان در جنگ یونان و ترکیه (۱۹۲۲–۱۹۱۹) مقصر قلمداد می‌شد، مجدداً مجبور به ترک یونان شدند. اندرو بخش عمدهٔ باقی عمر خود را خارج از یونان سپری کرد، اما آلیس در سال ۱۹۳۸ به یونان بازگشت.
در سال ۱۹۳۰ تشخیص داده شد که آلیس به بیماری اسکیزوفرنی مبتلاست. او به یک آسایشگاه روانی در سوئیس اعزام شد و از آن به بعد جدا از همسرش زندگی کرد. وی پس از بهبود و ترخیص از آسایشگاه، باقی عمر خود را بیشتر صرف امور خیریه در یونان کرد. وی به علت پناه دادن یک خانوادهٔ یهودی در جریان جنگ جهانی دوم، از سوی بنیاد یادبود هولوکاست، عنوان درستکار در میان ملل را دریافت کرد. وی پس از جنگ جهانی، فرقه‌ای از راهبه‌های پرستار ارتدکس شرقی تأسیس کرد که به علت نبود داوطلب کافی بعد از مدتی منحل شد.
بعد از سقوط کنستانتین دوم در سال ۱۹۶۷ و ایجاد حکومت نظامیان در یونان، آلیس به دعوت پسرش شاهزاده فیلیپ و ملکه الیزابت، برای زندگی به کاخ باکینگهام در لندن رفت و دو سال بعد در همین کاخ درگذشت. جسد او که ابتدا در قلعهٔ محل تولدش دفن شده بود، طبق وصیت خودش در سال ۱۹۸۸ به کلیسای مریم مجدلیه، بر فراز کوه زیتون در اورشلیم منتقل شد.

## شرایط زمانه
در طول زندگی آلیس، صحنهٔ سیاسی اروپا و وضعیت خانواده‌های سلطنتی این قاره با تغییرات بزرگی روبه‌رو شد. آلیس در اواخر دورهٔ ویکتوریا متولد شد. این دوره که به نام ملکه ویکتوریا نام‌گذاری شده، دورهٔ اوج انقلاب صنعتی در بریتانیا و قدرت امپراتوری بریتانیا بود که به هژمونی بریتانیا در روابط بین‌الملل انجامید. در سال ۱۸۷۱ با پایان جنگ فرانسه و پروس و تأسیس جمهوری سوم فرانسه، اروپا وارد دورانی از صلح و ثبات نسبی شده بود که به نام دوران زیبا نیز شناخته می‌شود. از طرفی با تکمیل فرایندهای وحدت آلمان و وحدت ایتالیا در ابتدای دهه ۱۸۷۰، حکومت‌های فئودالی کوچک‌تر اروپا با یکدیگر متحد شده و حکومت‌های قوی‌تری تشکیل داده بودند. در این دوران بیشتر کشورهای اروپا دارای حکومت‌های سلطنتی بودند و خانواده‌های سلطنتی اروپا، از طریق ازدواج‌های متعدد با یکدیگر نسبت خانوادگی داشتند. این روابط خانوادگی تا حدی بود که ملکه ویکتوریا، امپراتریس بریتانیا، به نام مادربزرگ اروپا هم شناخته می‌شد.
شرایط حاکم بر اروپا در پایان سده نوزدهم و آغاز سده بیستم میلادی باعث تقویت ملی‌گرایی و نظامی‌گری در کشورهای مختلف شد که از عوامل آغاز جنگ جهانی اول بود. در این دوره تعادل بین دولت‌های اروپایی شکننده بود و تنش بین این کشورها نهایتاً به جنگ جهانی اول انجامید. در اثر این جنگ، که چهار سال به طول انجامید، صحنه سیاسی اروپا به کلی تغییر کرد. امپراتوری روسیه، آلمان، اتریش مجارستان و عثمانی منحل شدند و کشورهای استونی، لتونی، لیتوانی، فنلاند و چکسلواکی اعلام استقلال کردند. در عین حال صحنه داخلی کشورهای اروپایی نیز دستخوش ناآرامی بود. برای مثال در یونان دو بار با فاصله‌ای کوتاه قدرت به دست مخالفان سلطنت افتاد و پادشاه و خانواده سلطنتی از آن کشور تبعید شدند. هم‌زمان در آلمان، طی جمهوری وایمار، ضعف کشور ناشی از شکست در جنگ باعث درگیری‌های داخلی احزاب شده بود که در نهایت به ظهور و قدرت‌گیری حزب نازی انجامید. با وقوع جنگ جهانی دوم در سال‌های ۱۹۳۹ تا ۱۹۴۵، صحنهٔ سیاسی اروپا بار دیگر دگرگون شد. حکومت‌های سلطنتی متعددی همچون پادشاهی ایتالیا، آلبانی، رومانی و یوگسلاوی برچیده و بیشتر کشورهای اروپا صاحب حکومت جمهوری شدند. همچنین در پی جنگ جهانی دوم، امپراتوری بریتانیا به شدت تضعیف شده و مستعمرات آن به تدریج به استقلال رسیدند.

## تبار و خاندان

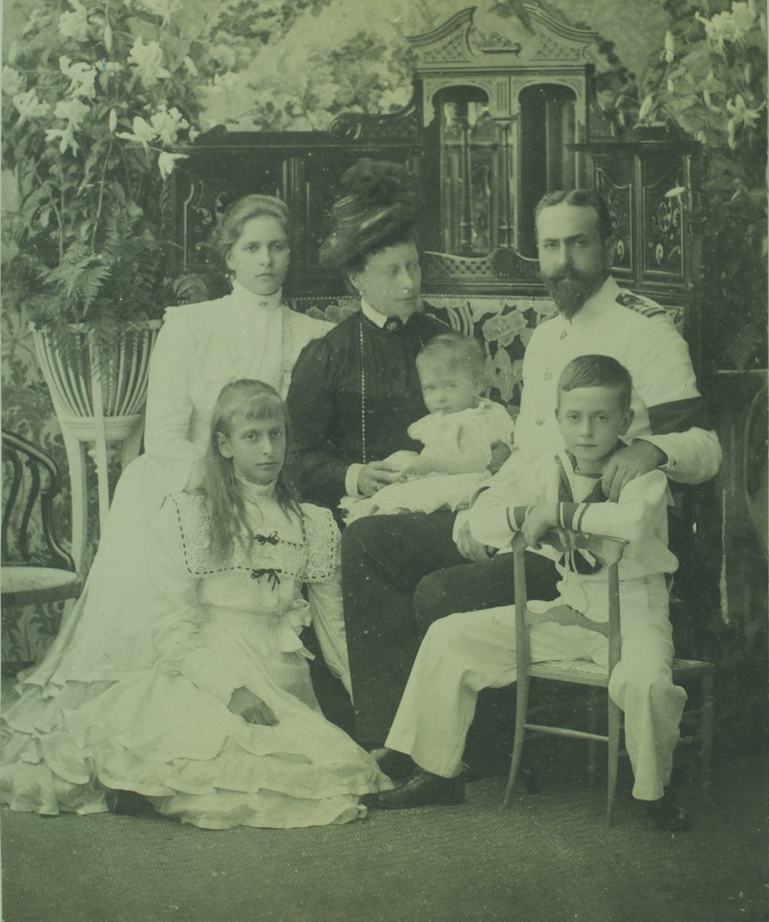
لوییس باتنبرگ به همراه همسرش ویکتوریای هسن و راین و فرزندانشان در سال ۱۹۰۲.

آلیس عضوی از خاندان آلمانی باتنبرگ بود که شاخه‌ای ناهم‌تراز از خاندان هسن است. خاندان هسن از قرن سیزدهم میلادی، حکمرانی ناحیه هسن را در اختیار داشت و خود شامل چند شاخه از جمله هسن-کاسل و هسن-دارمشتات بود. او فرزند شاهزاده لوییس باتنبرگ و همسرش شاهدخت ویکتوریای هسن و راین بود. پدر او، لوییس باتنبرگ که پسر بزرگ شاهزاده الکساندر هسن و راین از ازدواج ناهم‌تراز با کنتس جولیا هاوکه بود، در سال ۱۸۵۴ در گراتس اتریش متولد شده بود. وی شاهزاده‌ای آلمانی بود که در نوجوانی به شهروندی بریتانیا درآمده و به نیروی دریایی بریتانیا پیوسته بود. او در سال ۱۹۱۲ به فرماندهی این نیرو رسید اما در سال ۱۹۱۴ و کمی بعد از شروع جنگ جهانی اول با توجه به ریشهٔ آلمانی او و آلمان‌هراسی جامعهٔ بریتانیا، ناچار به استعفا از این مقام شد. جولیا بعد از ازدواج با الکساندر، عنوان شاهدخت باتنبرگ را از لودویگ سوم هسن دریافت کرد.
ویکتوریای هسن و راین، مادر آلیس فرزند اول لودویگ چهارم هسن و شاهدخت آلیس پادشاهی متحده بود. لودویگ چهارم در سال ۱۸۶۲ با دختر دوم ملکه ویکتوریا ازدواج کرد و از این ازدواج صاحب هفت فرزند شد.  در سال ۱۸۷۸، آلیس پادشاهی متحده و دختر چهارساله‌اش بر اثر ابتلا به دیفتری درگذشتند و بعد از آن نقش شاهدخت ویکتوریا، مادر آلیس، به عنوان فرزند بزرگ در تربیت برادر و خواهرانش پررنگ‌تر شد. این واقعه همچنین باعث شد ملکه ویکتوریا، امپراتریس بریتانیا، سعی کند رابطهٔ نزدیک‌تری با شاهدخت ویکتوریا برقرار و به نوعی نقش مادر او را ایفا کند. این نزدیکی تا زمان بزرگسالی ویکتوریا و مرگ ملکه نیز ادامه داشت.
لوییس پسرعموی پدر ویکتوریا بود و این دو از کودکی با یکدیگر آشنایی داشتند. آن‌ها در سال ۱۸۸۳ با یکدیگر نامزد شدند، اما ازدواج آن‌ها به خواست ملکه ویکتوریا تا سال ۱۸۸۴ به تعویق افتاد. با توجه به شغل لوییس به عنوان افسر نیروی دریایی بریتانیا و اعزام متناوب او به حوضهٔ مدیترانه، زندگی این زوج بعد از ازدواج بین بریتانیا، آلمان و مالت سپری می‌شد. شاهدخت آلیس باتنبرگ نخستین فرزند لوییس و ویکتوریا بود که در سال ۱۸۸۵ در بریتانیا متولد شد.
پدر و مادر آلیس بعد از او صاحب سه فرزند دیگر به نام‌های لوئیز (۱۸۸۹– ۱۹۶۵)، جورج (۱۸۹۲– ۱۹۳۸) و لوییس (۱۹۰۰– ۱۹۷۹) شدند. لوئیز بعد از ازدواج با گوستاو آدولف ششم سوئد ملکهٔ سوئد شد. جورج و لوییس هر دو به نیروی دریایی بریتانیا پیوستند. جورج در اثر ابتلا به سرطان در جوانی درگذشت. لوییس آخرین نایب‌السلطنهٔ هند و نخستین فرماندار آن کشور بعد از استقلال بود و همچون پدرش به مقام لرد اول دریا رسید. وی در سال ۱۹۷۹ بر اثر بمب‌گذاری ارتش موقت جمهوری‌خواه ایرلند در قایق شخصی‌اش کشته شد.

## کودکی
آلیس در ۲۵ فوریهٔ ۱۸۸۵ در اتاق پرده‌های نگارین قلعهٔ وینزر در بارکشر، در حضور مادر مادربزرگش ملکه ویکتوریا به دنیا آمد. او در ۲۵ آوریل ۱۸۸۵ با نام کامل آلیس الیزابت جولیا ماری، در شهر دارمشتات غسل تعمید داده شد. وی شش نفر والد تعمیدی داشت که عبارت بودند از دو پدربزرگ و یک مادربزرگ در قید حیاتش، خاله، عمه و مادر مادربزرگ او: لودویگ چهارم هسن، شاهزاده الکساندر هسن و راین، شاهدخت جولیای باتنبرگ، الیزابت هسن و راین، شاهدخت ماری باتنبرگ و ملکه ویکتوریا.
کودکی آلیس بین دارمشتات، لندن، زهایم-یوگنهایم و مالت، که پدرش متناوباً به عنوان افسر نیروی دریایی به آنجا اعزام می‌شد، گذشت. مادر او متوجه شد که آلیس دیرتر از سایر کودکان شروع به صحبت کرده و کلمات را به صورت نامفهوم ادا می‌کند. بالاخره مادربزرگش شاهدخت جولیا حدس زد که او مشکل شنوایی دارد و پس از مراجعه به پزشک مشخص شد که او به‌طور مادرزادی ناشنوا است. آلیس درنهایت با تشویق و حمایت مادرش لب‌خوانی و صحبت به زبان‌های انگلیسی و آلمانی را آموخت. بعدها او زبان فرانسوی و همچنین بعد از ازدواج زبان یونانی را نیز فرا گرفت.
شاهزاده الکساندر باتنبرگ در سال ۱۸۸۸ بر اثر ابتلا به سرطان، لودویگ چهارم در سال ۱۸۹۲ بر اثر سکته و شاهدخت جولیا در ۱۸۹۵ درگذشتند. با توجه به رابطهٔ نزدیک ملکه ویکتوریا و مادر آلیس، ملکه در کودکی آلیس حضوری پررنگ داشت. مخصوصاً در زمان‌هایی که خانوادهٔ آلیس در انگلستان زندگی می‌کرد، تعطیلات را به همراه ملکه ویکتوریا می‌گذراندند و آلیس و مادرش زمان زیادی را نزد او صرف می‌کردند. آلیس در مراسم ازدواج جرج پنجم، امپراتور آتی بریتانیا، و ماری تک در سال ۱۸۹۳ یکی از ده ساقدوش عروس بود. در سال ۱۸۹۷ آلیس و خانواده باتنبرگ از شرکت‌کنندگان مراسم جوبیلی الماس (شصتمین سالگرد سلطنت) ملکه ویکتوریا بودند. ملکه ویکتوریا در ۲۲ ژانویهٔ ۱۹۰۱، چند هفته قبل از تولد شانزده سالگی آلیس درگذشت. آلیس در مراسم تشییع او که در ۲ فوریه در نمازخانه سنت جرج برگزار شد، حاضر بود. او کمی بعد در ۹ آوریل همان سال در کلیسایی در زهایم-یوگنهایم در مذهب پروتستان تایید شد. در طول این سال‌ها تا حدی نیز بهبود در شنوایی آلیس گزارش شده بود.

## ازدواج

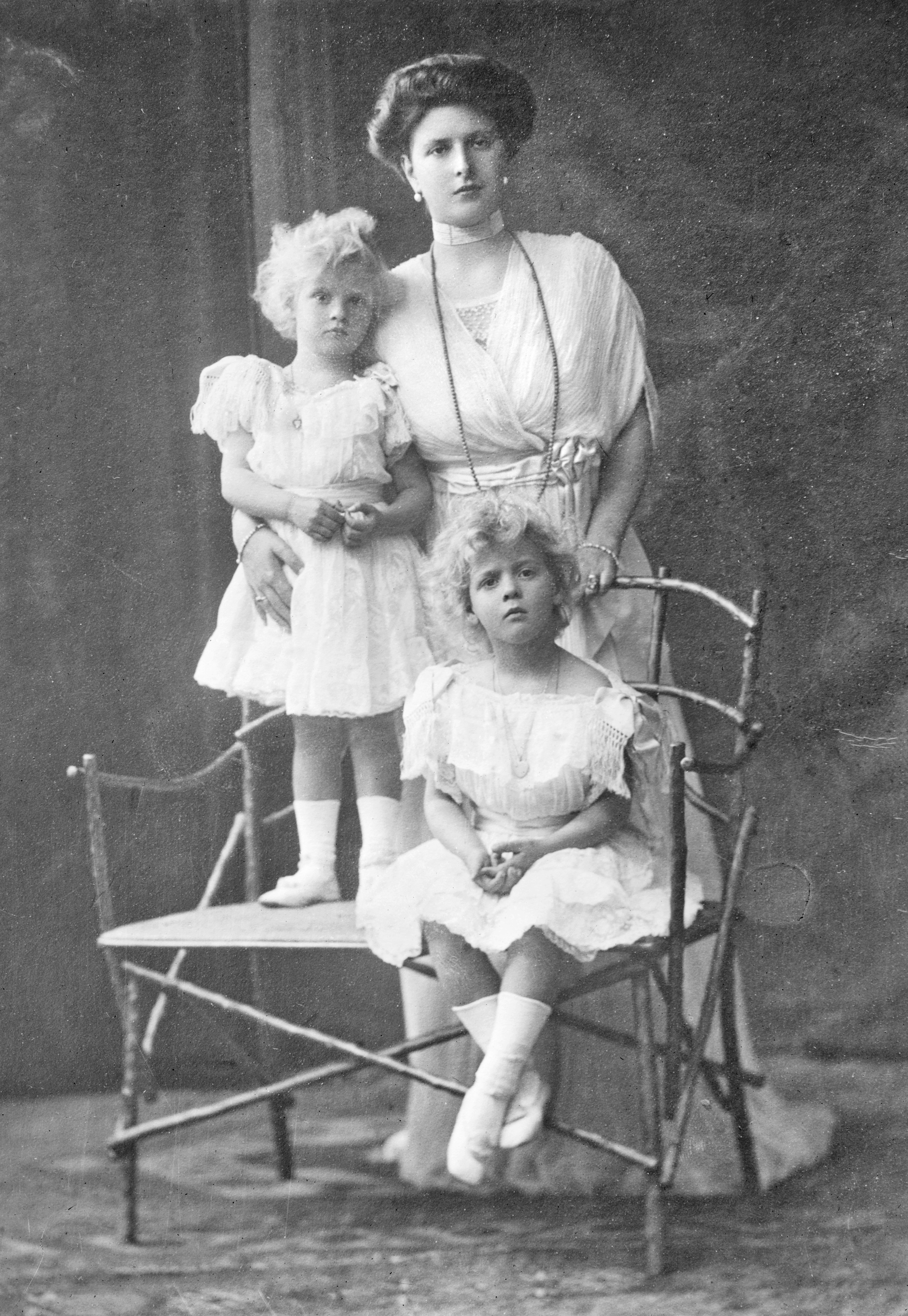
آلیس و دو فرزند بزرگ‌ترش، مارگاریتا و تئودورا، حدود سال ۱۹۱۰

هنگامی که آلیس در سال ۱۹۰۲ برای شرکت در مراسم تاج‌گذاری امپراتور بریتانیا ادوارد هفتم در لندن به سرمی‌برد، با شاهزاده اندروی یونان، پسر چهارم جرج یکم و اولگا کنستانتینوا آشنا شد. آن‌ها در ۶ اکتبر ۱۹۰۳ به صورت رسمی در دارمشتات ازدواج کردند. روز بعد، دو مراسم ازدواج مذهبی لوتران و ارتدکس برای آلیس و اندرو برگزار شد. آلیس بعد از ازدواج با توجه به عنوان همسرش، شاهدخت اندرو خوانده می‌شد. با توجه به نسبت خانوادگی این زوج با خانواده‌های سلطنتی بریتانیا، آلمان، روسیه، دانمارک و یونان، مراسم ازدواج آن‌ها یکی از آخرین گردهم‌آیی‌های بزرگ خانواده‌های سلطنتی اروپا و نوادگان ملکه ویکتوریا و همچنین کریستیان نهم دانمارک پیش از جنگ جهانی اول بود. نتیجهٔ این ازدواج چهار دختر و یک پسر بود که همگی به بزرگسالی رسیدند و فرزندانی از خود باقی گذاشتند.

## بحران‌های پیاپی سیاسی در زندگی

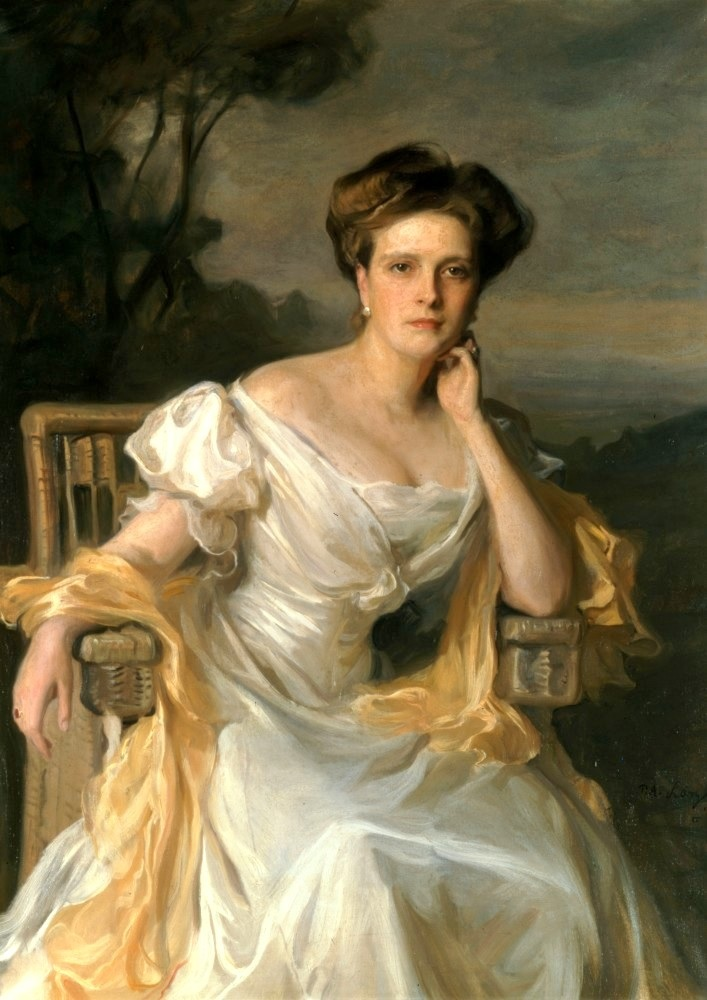
تصویر شاهدخت آلیس باتنبرگ، نقاشی شده در سال ۱۹۰۷. از مجموعهٔ شخصی شاهزاده فیلیپ

بعد از ازدواج، شاهزاده اندرو که افسر ارتش یونان بود، به شغل خود در ارتش ادامه داد و شاهدخت اندرو به فعالیت‌های خیریه مشغول شد. آلیس در سال ۱۹۰۸ به مناسبت ازدواج دوشس ماری روسیه و شاهزاده ویلهلم سوئد به روسیه تزاری سفر کرد. در این سفر با خاله‌اش، الیزابت، که در حال برنامه‌ریزی برای تأسیس یک فرقهٔ مذهبی پرستاران بود، ملاقات کرد و در مراسم بنیان‌گذاری کلیسای جدید او حضور داشت. کمی بعد در همان سال، الیزابت بخشی از اموال خود را به صورت هدایایی گران‌قیمت به سایر اعضای خانواده داد و با فروش مابقی و بخشیدن آن به کلیسا، زندگی خود به دور از مادیات را آغاز کرد.
در بازگشت به یونان، آلیس و اندرو با شرایط وخیم سیاسی کشور مواجه شدند. جزیره کرت در آن زمان هنوز بخشی از امپراتوری عثمانی بود و دولت یونان درخواست اتحاد دولت کرت با سرزمین اصلی یونان را رد کرده بود. در نتیجهٔ این شرایط، اتحادیه‌ای ملی‌گرا توسط گروهی از افسران ناراضی ارتش تأسیس شد که فعالیت آن در نهایت به استعفای شاهزاده اندرو از ارتش و به قدرت رسیدن الفتریوس ونیزلوس انجامید.
با شروع جنگ‌های بالکان، شاهزاده اندرو به شغل نظامی خود برگشت و آلیس در نقش پرستار، مشغول کمک در عمل‌های جراحی و برپا کردن بیمارستان‌های صحرایی شد. او در سال ۱۹۱۳ به خاطر این فعالیت‌ها از جرج پنجم، امپراتور بریتانیا، نشان صلیب سرخ سلطنتی را دریافت کرد. سپس، در جریان جنگ جهانی اول و با وجود حمایت دولت منتخب ونیزلوس از متفقین، کنستانتین اول یونان، شاه یونان و برادر اندرو، سیاست بی‌طرفی را در پیش گرفت. در ۱ دسامبر ۱۹۱۶، آتن توسط فرانسه بمباران شد. در این زمان شاهدخت آلیس و فرزندانش در زیرزمین کاخ سلطنتی پناه گرفته بودند. در ژوئن ۱۹۱۷، سیاست بی‌طرفی کنستانتین دیگر قابل ادامه نبود و او ناچار به استعفای از سلطنت شد. آلیس به همراه سایر اعضای خانوادهٔ سلطنتی مجبور به خروج از یونان شدند. تا چند سال بعد از آن اغلب اعضای خانوادهٔ سلطنتی یونان در سوئیس در تبعید زندگی می‌کردند.
| گاه‌شمار زندگی شاهدخت آلیس باتنبرگ | گاه‌شمار زندگی شاهدخت آلیس باتنبرگ                                                                 |
| --------------------------------- | ------------------------------------------------------------------------------------------------- |
| ۱۸۸۵                              | تولد در ۲۵ فوریه                                                                                  |
| ۱۹۰۱                              | تایید در مذهب پروتستان                                                                            |
| ۱۹۰۳                              | ازدواج با شاهزاده اندروی یونان و دانمارک در ۶ اکتبر                                               |
| ۱۹۰۵                              | تولد فرزند اول، شاهدخت مارگاریتا                                                                  |
| ۱۹۰۶                              | تولد فرزند دوم، شاهدخت تئودورا                                                                    |
| ۱۹۰۸                              | سفر به روسیه و ملاقات با شاهدخت الیزابت هسن و راین                                                |
| ۱۹۱۱                              | تولد فرزند سوم، شاهدخت سسیل                                                                       |
| ۱۹۱۴                              | تولد فرزند چهارم، شاهدخت سوفی                                                                     |
| ۱۹۱۷                              | استعفای کنستانتین اول یونان از سلطنت و خروج خانوادهٔ سلطنتی از یونان                               |
| ۱۹۱۷                              | چشم‌پوشی پدر آلیس، شاهزاده لوییس باتنبرگ از عناوین و القاب آلمانی و تغییر نام خانوادگی به مونتباتن |
| ۱۹۲۰                              | بازگشت کنستانتین اول به سلطنت و سکونت مجدد خانوادهٔ سلطنتی در یونان                                |
| ۱۹۲۱                              | تولد فرزند پنجم، شاهزاده فیلیپ                                                                    |
| ۱۹۲۲                              | شکست یونان در جنگ با ترکیه و تبعید مجدد از یونان                                                  |
| ۱۹۲۸                              | تغییر مذهب به ارتدکس شرقی                                                                         |
| ۱۹۳۰-۱۹۳۲                         | تشخیص بیماری اسکیزوفرنی و بستری شدن در آسایشگاه                                                   |
| ۱۹۳۷                              | مرگ شاهدخت سسیل در سانحهٔ هوایی                                                                    |
| ۱۹۳۸                              | بازگشت آلیس به یونان به تنهایی                                                                    |
| ۱۹۴۳                              | پناه دادن به خانوادهٔ یونانی و نجات آنان از مرگ                                                    |
| ۱۹۴۴                              | مرگ شاهزاده اندرو                                                                                 |
| ۱۹۴۷                              | ازدواج شاهزاده فیلیپ با شاهدخت الیزابت، وارث مقدر تاج و تخت بریتانیا                              |
| ۱۹۴۹                              | تاسیس فرقهٔ مذهبی با الهام از شاهدخت الیزابت هسن و راین                                            |
| ۱۹۶۷                              | حکومت نظامیان در یونان، خروج آلیس از یونان و اقامت در بریتانیا                                    |
| ۱۹۶۹                              | درگذشت در ۵ دسامبر در ۸۴ سالگی و دفن در نمازخانهٔ سنت جرجِ قلعهٔ وینزر                               |
| ۱۹۸۸                              | انتقال جسد به اورشلیم و دفن در کلیسای مریم مجدلیه                                                 |
| ن ب و                             |                                                                                                   |

جنگ جهانی اول در عمل بخش بزرگی از قدرت سیاسی خاندان‌های اشرافی اروپا را از بین برد. شاهزاده لوییس باتنبرگ پدر آلیس ناچار شد با توجه به آلمان‌هراسی جامعهٔ بریتانیا از مقام خود به عنوان لرد اول دریا، فرمانده نیروی دریایی امپراتوری بریتانیا، کناره‌گیری کند. او در ۱۴ ژوئیه ۱۹۱۷ به درخواست جرج پنجم از مقام آلمانی شاهزادهٔ باتنبرگ و عنوان عالیجاه چشم‌پوشی کرد و نام خانوادگی خود را به نام انگلیسی‌شده مونتباتن تغییر داد. در مقابل، جرج پنجم روز بعد عنوان مارکی میلفورد هیون را به او اعطا کرد. با توجه به این که آلیس در سال ۱۹۰۳ عضوی از خانوادهٔ سلطنتی یونان شده بود، هیچ‌گاه از نام خانوادگی مونتباتن یا القاب احترام‌آمیز ناشی از عنوان مارکی پدرش استفاده نکرد. در سال ۱۹۱۸ در پی انقلاب روسیه، دو خالهٔ آلیس یعنی آلیکس ملکهٔ روسیه و الیزابت، همسر عموی تزار نیکلای دوم، توسط بلشویکها به قتل رسیدند. تا پایان جنگ امپراتوری‌های روسیه، آلمان و اتریش-مجارستان از میان رفته و عموی آلیس ارنست لودویگ، دوک بزرگ هسن، از مقام خود به خلع شده بود.

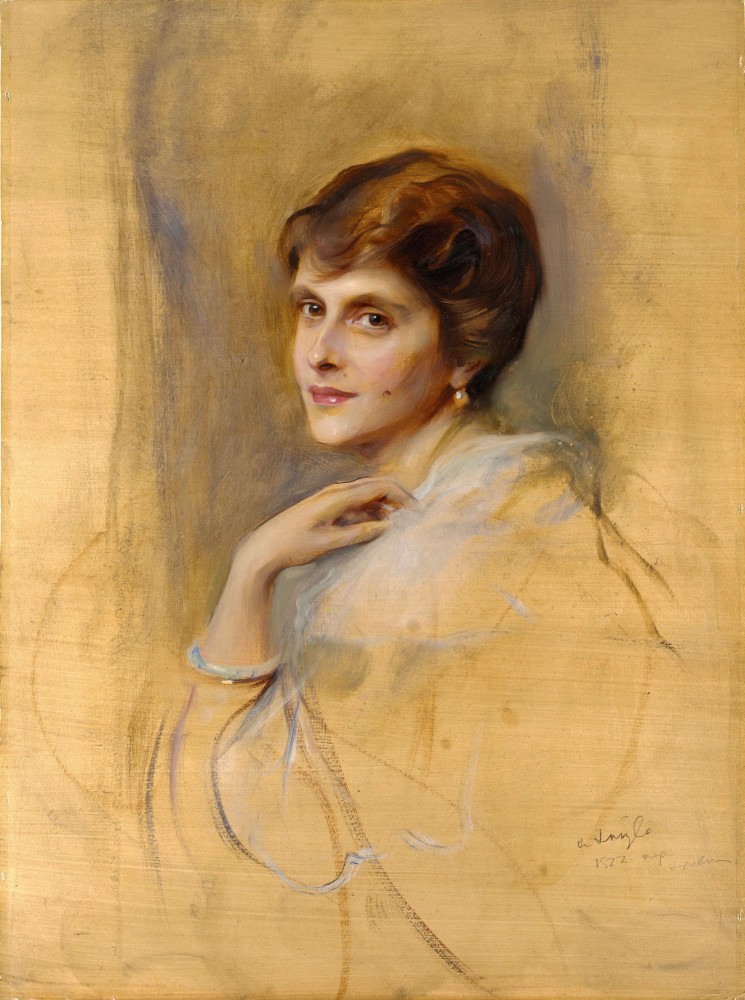
تصویر شاهدخت آلیس باتنبرگ، نقاشی شده در سال ۱۹۲۲. از مجموعهٔ شخصی شاهزاده فیلیپ

با بازگشت کنستانتین به سلطنت در سال ۱۹۲۰، آلیس و خانواده برای دورهٔ کوتاهی به یونان بازگشتند و در ویلای مون ریپوس در کورفو، که بعد از ترور جرج اول، پادشاه پیشین یونان در ۱۹۱۳، به اندرو به ارث رسیده بود، مستقر شدند. شاهزاده فیلیپ در ۱۹۲۱ در همین ویلا متولد شد. بعد از شکست ارتش یونان در جنگ یونان و ترکیه، کمیته‌ای انقلابی به رهبری نیکولائوس پلاستیراس و ستیلیانوس گوناتاس قدرت را در دست گرفت و کنستانتین اول را مجدداً از یونان تبعید کرد. شاهزاده اندرو که فرماندهی بخشی از ارتش یونان را در جنگ به عهده داشت، دستگیر شد. تعدادی از وزیران سابق و فرماندهان ارتش که در همان زمان دستگیر شده بودند، بعد از محاکمه‌ای کوتاه تیرباران شده بودند و تصور می‌شد که خطر مرگ اندرو را هم تهدید می‌کند. اما بعد از محاکمه‌ای نمایشی، اندرو به تبعید از یونان محکوم شد. در پی این حکم، اندرو، آلیس و فرزندانشان یونان را به مقصد بریندیزی ترک کردند. سفر آن‌ها به بریندیزی بر روی عرشه یک ناو بریتانیایی و تحت حمایت جرالد تالبوت، وابستهٔ نیروی دریایی بریتانیا انجام شد.

## بیماری
بعد از تبعید، آلیس و خانواده در خانه‌ای کوچک در سن-کلو در حومهٔ پاریس که از طرف شاهدخت جرج یونان در اختیارشان گذاشته شده بود مستقر شدند. در این دوره آلیس در خیریه‌ای برای پناهندگان یونانی همکاری می‌کرد. باورهای مذهبی او به مرور تقویت شدند و در اکتبر ۱۹۲۸ مذهب خود را به ارتدکس شرقی تغییر داد. در زمستان همان سال، کتابی که اندرو برای دفاع از عملکرد خود در جنگ یونان و ترکیه نوشته بود، توسط آلیس به زبان انگلیسی ترجمه شد. کمی بعد آلیس ادعا کرد که پیام‌هایی الهی دریافت می‌کند و دارای توانایی شفای بیماران است.
در سال ۱۹۳۰ آلیس به فروپاشی عصبی دچار و بیماری او اسکیزوفرنی هذیانی تشخیص داده شد. این تشخیص ابتدا توسط توماس راس، روان‌پزشک متخصص اختلال استرسی پس از آسیب روانی و سپس توسط سر موریس کریگ پزشک جرج ششم، ولیعهد بریتانیا، انجام شد. بعد از تأیید تشخیص پزشکان در کلینیک روانی ارنست سیمل در تگل برلین، آلیس برخلاف میل خود از خانواده جدا و به آسایشگاه لودویگ بینزوانگر در کروزلنژان سوئیس فرستاده شد. آسایشگاه بینزوانگر کلینیک شناخته‌شده‌ای بود که بیماران معروفی از جمله واتسلاف نیژینسکی بالرین نیز در همان زمان در آن بستری بودند. هزینهٔ درمان و اقامت آلیس در آسایشگاه با کمک همسر برادرش، ادوینا مونتباتن، پرداخت می‌شد. در فرایند تشخیص و درمان بیماری آلیس، هم بینزوانگر و هم سیمل با زیگموند فروید نیز مشورت کردند. او معتقد بود که توهمات آلیس بر اثر سرخوردگی جنسی به وجود آمده و برای درمان، تابش پرتو ایکس به تخمدان‌ها را تجویز کرد تا میل جنسی او را کاهش دهد. آلیس که خود را سالم می‌دانست، به این معالجات اعتراض و به دفعات قصد ترک آسایشگاه را داشت و حتی اقدام به فرار از آنجا کرد.
در زمان طولانی بستری بودن آلیس، به تدریج رابطهٔ او و اندرو به سردی گرایید. دخترانش همگی در سال‌های ۱۹۳۰ و ۱۹۳۱ با شاهزادگان آلمانی ازدواج کردند؛ درحالی‌که آلیس در مراسم ازدواج هیچ‌یک حضور نداشت. شاهزاده فیلیپ نیز به انگلستان و نزد دایی‌هایش لوئیس مونتباتن و جرج مونتباتن و مادربزرگش شاهدخت ویکتوریا رفت.
آلیس به مدت دو سال در کروزلنژان ماند. سپس به خواست خود و مادرش، به کلینیکی در مرانو منتقل شد. اما پس از اقامتی کوتاه در کلینیک جدید، بدون تکمیل دورهٔ درمان از آن مرخص شد. بعد از این او مدتی در مرانو ماند و سپس بدون هدفی مشخص، همراهی اعضای خانواده یا حتی ارتباط با آن‌ها، اقدام به سفر و اقامت در شهرهای مختلف اروپای مرکزی کرد. او بعد از مرانو به شهرهای نروی، بازل، آیفل و کلن سفر کرد و در هر کدام برای مدتی ساکن شد. در این مدت به جز مادرش، با هیچ‌یک از سایر اعضای خانواده دیداری نداشت و این وضع تا پایان سال ۱۹۳۶ ادامه پیدا کرد.
در آوریل ۱۹۳۷ آلیس با دو فرزندش سسیل و فیلیپ در بن ملاقات کرد که این نخستین دیدار او با فرزندانش از اوت ۱۹۳۲، به بعد بود. در نوامبر همان سال دخترش سسیل به همراه همسر و دو فرزندش در یک سانحهٔ هوایی در بلژیک کشته شدند. در مراسم تدفین کشته‌شدگان سانحهٔ هوایی، آلیس و اندرو برای اولین بار بعد از شش سال با یکدیگر دیدار کردند. شاهدخت ویکتوریا، لوئیس مونتباتن، شاهزاده فیلیپ، سه دختر باقی‌مانده آلیس و همسرانشان نیز از شرکت‌کنندگان در مراسم بودند. آدولف هیتلر، هرمان گورینگ و یوزف گوبلس نیز پیام‌های تسلیت تلگرافی ارسال کردند. بعد از آن آلیس مجدداً ارتباطش را با خانواده برقرار کرد. او در سال ۱۹۳۸ با هدف کمک به فقرا به تنهایی به آتن بازگشت و در آپارتمانی دو اتاق‌خوابه در نزدیکی موزه بناکی مستقر شد.

## جنگ جهانی دوم
در هنگام جنگ جهانی دوم آلیس در موقعیت دشواری قرار گرفته بود. از طرفی دو داماد او در طرف آلمان می‌جنگیدند و از طرف دیگر پسرش در نیروی دریایی بریتانیا مشغول به خدمت بود. همچنین پسرعمه‌اش ویکتور، تا زمان اشغال آتن توسط نیروهای محور، سفیر آلمان در یونان بود. در حالی‌که سایر اعضای خانوادهٔ سلطنتی یونان در تبعید به سر می‌بردند و اغلب در آفریقای جنوبی بودند، آلیس و جاری او شاهدخت نیکلاس یونان در طول جنگ در آتن ماندند.
آلیس از آپارتمان کوچک خود به خانهٔ سه طبقهٔ برادرشوهرش جرج در مرکز آتن نقل مکان کرد. او برای صلیب سرخ کار می‌کرد و در این راستا در راه‌اندازی تعدادی نوانخانه برای گرسنگان جنگ‌زده کمک کرد. همچنین طی سفری به سوئد به بهانهٔ دیدار با خواهرش لوئیز که همسر ولیعهد سوئد بود، در انتقال تجهیزات پزشکی و دارو به یونان همکاری کرد. آلیس دو یتیم‌خانه نیز برای کودکانی که خانوادهٔ خود را در جنگ از دست داده بودند، تأسیس کرد و همچنین گروهی از پرستاران را برای کمک به مناطق فقیر شهر ترتیب داد.
نیروهای اشغال‌کنندهٔ یونان به دلیل عضویت دامادهای آلیس در حزب نازی تصور می‌کردند که او نیز طرفدار نیروهای آلمانی است. با این وجود هنگامی که یک ژنرال آلمانی در دیدار با او پرسید که آیا می‌تواند کمکی به آلیس بکند، پاسخ شنید: «می‌توانید نیروهایتان را از کشور من خارج کنید».

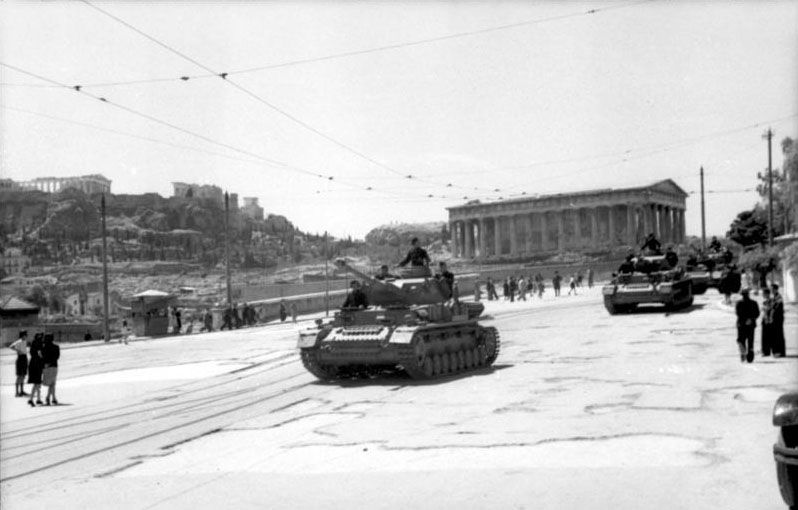
تانک‌های آلمانی در آتن، سال ۱۹۴۳.

بعد از سقوط بنیتو موسولینی، دیکتاتور ایتالیا، در سپتامبر ۱۹۴۳، آتن به اشغال ارتش آلمان درآمد. در این زمان بخش کوچکی از یهودیان یونان در آتن پناه گرفته بودند. پیش از شروع جنگ جهانی دوم جمعیت یهودیان یونان نزدیک به ۷۵٬۰۰۰ نفر بود که در طول جنگ حدود ۶۰٬۰۰۰ نفر از آنان از یونان اخراج و به اردوگاه‌های کار اجباری آلمان نازی اعزام شده بودند؛ به غیر از حدود ۲٬۰۰۰ نفر مابقی جان خود را در این اردوگاه‌ها از دست دادند. در پاییز ۱۹۴۳ آلیس یک زن بیوهٔ یهودی به نام راشل کوهن و دو نفر از پنج فرزندش را که از گشتاپو و اعزام به اردوگاه کار گریزان بودند، در خانهٔ خود مخفی کرده و از مرگ نجات داد. همسر راشل در سال ۱۹۱۳ در هنگام وقوع سیل به جرج اول یونان، پادشاه یونان، پناه داده بود و در مقابل جرج به او وعده داده بود که زمانی که به کمک نیاز داشته باشد، هر کاری که در توانش باشد برای او انجام دهد. سال‌ها بعد در زمان خطر آلمان نازی، پسر کوهن با یادآوری این وعده با آلیس تماس گرفته بود. در این زمان آلیس و شاهدخت نیکلاس تنها بازماندگان خانوادهٔ سلطنتی یونان در آتن بودند و آلیس با عمل به وعده جرج اول، جان خانوادهٔ کوهن را نجات داد.
بعد از آزادسازی آتن در در اکتبر ۱۹۴۴، هارولد مک‌میلان ملاقاتی با آلیس داشت و شرایط او را در کتاب خاطراتش «اگر نگوییم زندگی فقیرانه، محقرانه» توصیف کرد. خود آلیس در نامه‌ای به برادرش نوشت که در هفته‌های قبل از آزادسازی آتن غذایی به غیر از نان و کره نداشته و برای ماه‌ها به گوشت دسترسی نداشته است. علی‌رغم بیرون راندن آلمان‌ها، با فرارسیدن دسامبر هیچ بهبودی در شرایط آتن ایجاد نشده بود و چریک‌های کمونیست در حال جنگ با نیروهای بریتانیایی برای در دست گرفتن کنترل شهر بودند. در همین زمان بود که آلیس که از سال ۱۹۳۹ با شاهزاده اندرو دیداری نداشت، از مرگ او در مونت‌کارلو باخبر شد. در میان این درگیری‌ها و با وجود مخالفت نیروهای بریتانیایی و اعمال حکومت نظامی در آتن، آلیس پیاده در شهر تردد و میان نیازمندان غذا پخش می‌کرد. هنگامی که به او گفته شد که ممکن است در میان تیراندازی‌ها تیری تصادفی به او برخورد کند پاسخ داد: «شنیده‌ام که فرد صدای شلیک تیری که او را می‌کشد را نمی‌شنود، من هم که به هر حال کر هستم. پس چرا نگران باشم؟»

## بیوگی
فیلیپ پسر آلیس که در بریتانیا زندگی می‌کرد، از سال ۱۹۳۹ به نیروی دریایی آن کشور پیوسته بود. در همان سال و درحالی که فیلیپ در حال آموزش در دانشکده نیروی دریایی بود، جرج ششم، پادشاه بریتانیا و خانواده‌اش از این دانشکده بازدید کردند. پیش از آن فیلیپ و شاهدخت الیزابت، وارث مقدر جرج ششم، با توجه به نسبت نسبت فامیلی دوری که داشتند، در سال‌های ۱۹۳۴ و ۱۹۳۷ در حاشیهٔ مراسم رسمی سلطنتی یکدیگر را دیده بودند. در جریان بازدید خانواده سلطنتی از دانشکده نیروی دریایی، لوئیس مونتباتن برادر آلیس، اسباب معرفی مستقیم فیلیپ به خانوادهٔ سلطنتی را فراهم کرد و مسئولیت پذیرایی از دو دختر شاه را برعهده او گذاشت. بعد از این دیدار فیلیپ و شاهدخت الیزابت نامه‌نگاری با یکدیگر را آغاز کردند. در نهایت در سال ۱۹۴۶ فیلیپ و الیزابت به نامزدی یکدیگر درآمدند. در طی مدت آشنایی تا نامزدی این دو، آلیس در یونان و دور از فیلیپ زندگی می‌کرد و حتی از ۱۹۴۱ تا ۱۹۴۶ دیداری با فیلیپ نداشت. با توجه به این موضوع، او نقش فعالی در آشنایی این زوج یا تشویق فیلیپ به ازدواج با الیزابت نداشت. اما آن طور که از نامه‌هایش به اعضای خانواده برمی‌آید با این مسئله مخالفتی نداشت و از آن استقبال می‌کرد.
شاهدخت آلیس در آوریل ۱۹۴۷ برای تدارکات و شرکت در مراسم ازدواج فیلیپ و الیزابت که قرار بود در نوامبر آن سال انجام شود، به بریتانیا بازگشت. او بخشی از جواهرات باقیمانده‌اش را به فیلیپ داد تا در ساخت حلقهٔ نامزدی از آن‌ها استفاده شود. صبح روز عروسی، جرج ششم عنوان دوک ادینبرو را به فیلیپ اعطا کرد. در مراسم عروسی، آلیس در جایگاه رئیس خانواده‌اش در سمت شمال کلیسای وست‌مینستر و روبروی شاه، ملکه و ملکهٔ مادر نشسته بود. اما با توجه به احساسات ضدآلمانی بعد از جنگ در بریتانیا، تصمیم گرفته شد که هیچ‌یک از دختران آلیس به مراسم دعوت نشوند.

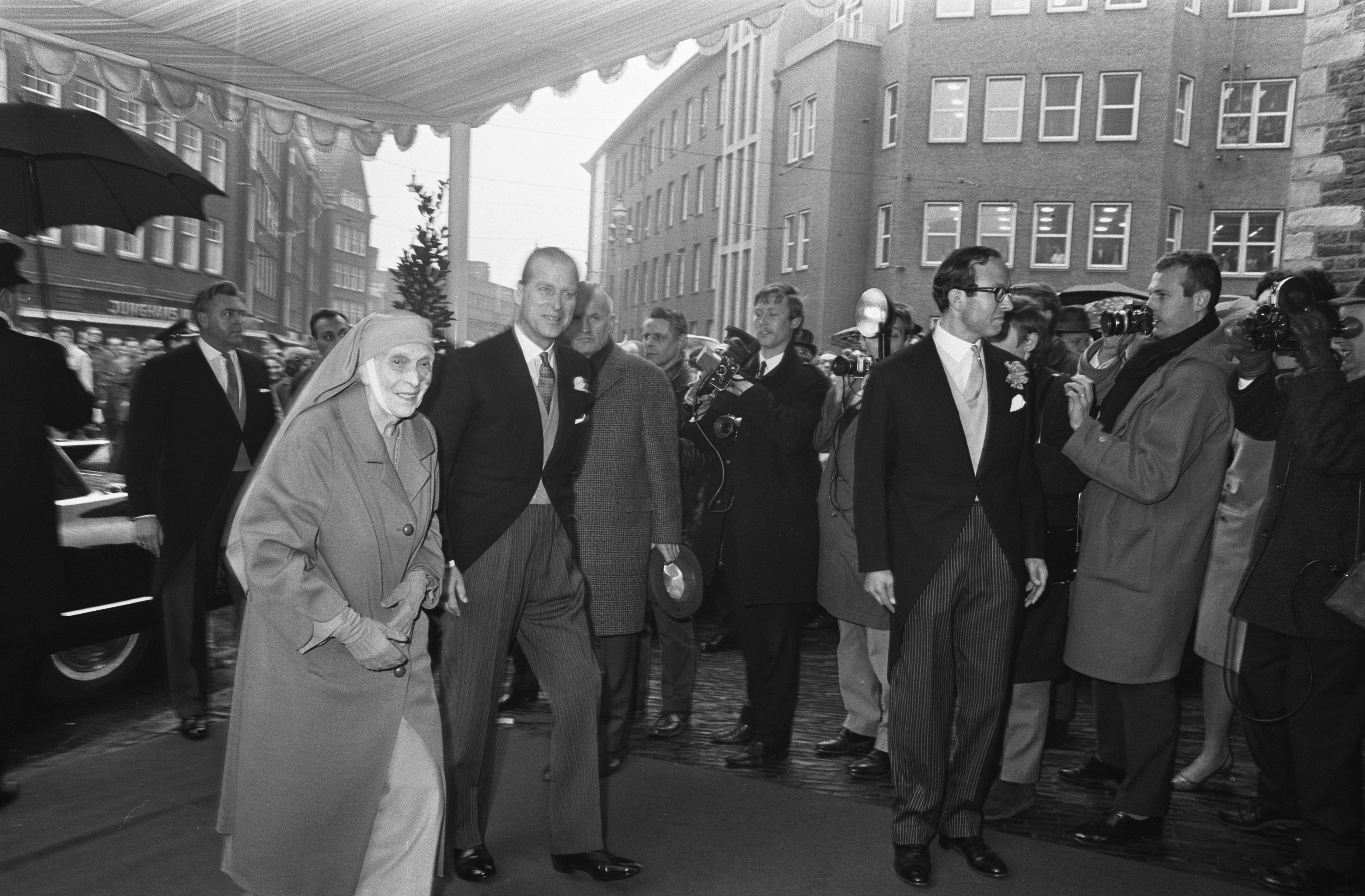
حضور آلیس و شاهزاده فیلیپ در لاهه برای شرکت در مراسم ازدواج کارل فرزند شاهدخت سوفی، ۱۸ آوریل ۱۹۶۶.

در ژانویهٔ ۱۹۴۹، با الهام از فرقه مذهبی که خاله‌اش الیزابت در ۱۹۰۹ در روسیه تأسیس کرده بود، فرقه‌ای از راهبه‌های ارتدکس یونانی به نام انجمن خواهران مسیحی مارتا و مری و با هدف پرستاری از بیماران تأسیس کرد. او ساختمانی در شمال آتن برای انجمن فراهم کرد و در سال‌های ۱۹۵۰ و ۱۹۵۲ جهت جمع‌آوری کمک مالی دو سفر به ایالات متحده داشت. انجمن مارتا و مری در نهایت به دلیل نبود داوطلب کافی منحل شد. الیزابت، عروس آلیس، بعد از مرگ جرج ششم در سال ۱۹۵۲، ملکهٔ قلمروی مشترک‌المنافع شد. آلیس با لباس و مقنعه‌ای به سبک لباس‌های راهبگی‌اش در مراسم تاجگذاری ملکه الیزابت دوم که در سال ۱۹۵۳ برگزار شد، شرکت کرد.
در سال ۱۹۶۰، آلیس به دعوت راجکومار آمریت کاور که تحت تأثیر علاقهٔ او به مذاهب هندی قرار گرفته بود، سفری به هند داشت. اما این سفر به دلیل بیماری آلیس ناتمام ماند که باعث رنجش میزبانان هندی شد. آلیس بعداً ادعا کرد که در آن سفر دچار تجربهٔ خروج از بدن شده است. همسر برادر آلیس، ادوینا مونتباتن که همان زمان در سفری مستقل در دهلی نو به سر می‌برد، برای دلجویی از میزبانان هندی ناچار به تغییر برنامه‌های خود شد. ادوینا بعد از این اتفاقات به سفر خود ادامه داد و کمتر از یک ماه بعد در صباح درگذشت.
بعد از کودتای ۲۱ آوریل ۱۹۶۷ یونان، آلیس که به دلیل کهولت دیگر از سلامت کافی برخوردار نبود، به دعوت ملکه الیزابت و دوک ادینبرو یونان را ترک کرد و در کاخ باکینگهام در لندن مستقر شد. شاه یونان، کنستانتین دوم یونان و همسرش آنه ماری نیز در دسامبر همان سال و بعد از شکست کودتای طرفداران سلطنت، ناچار به ترک یونان شدند.

## درگذشت و خاک‌سپاری

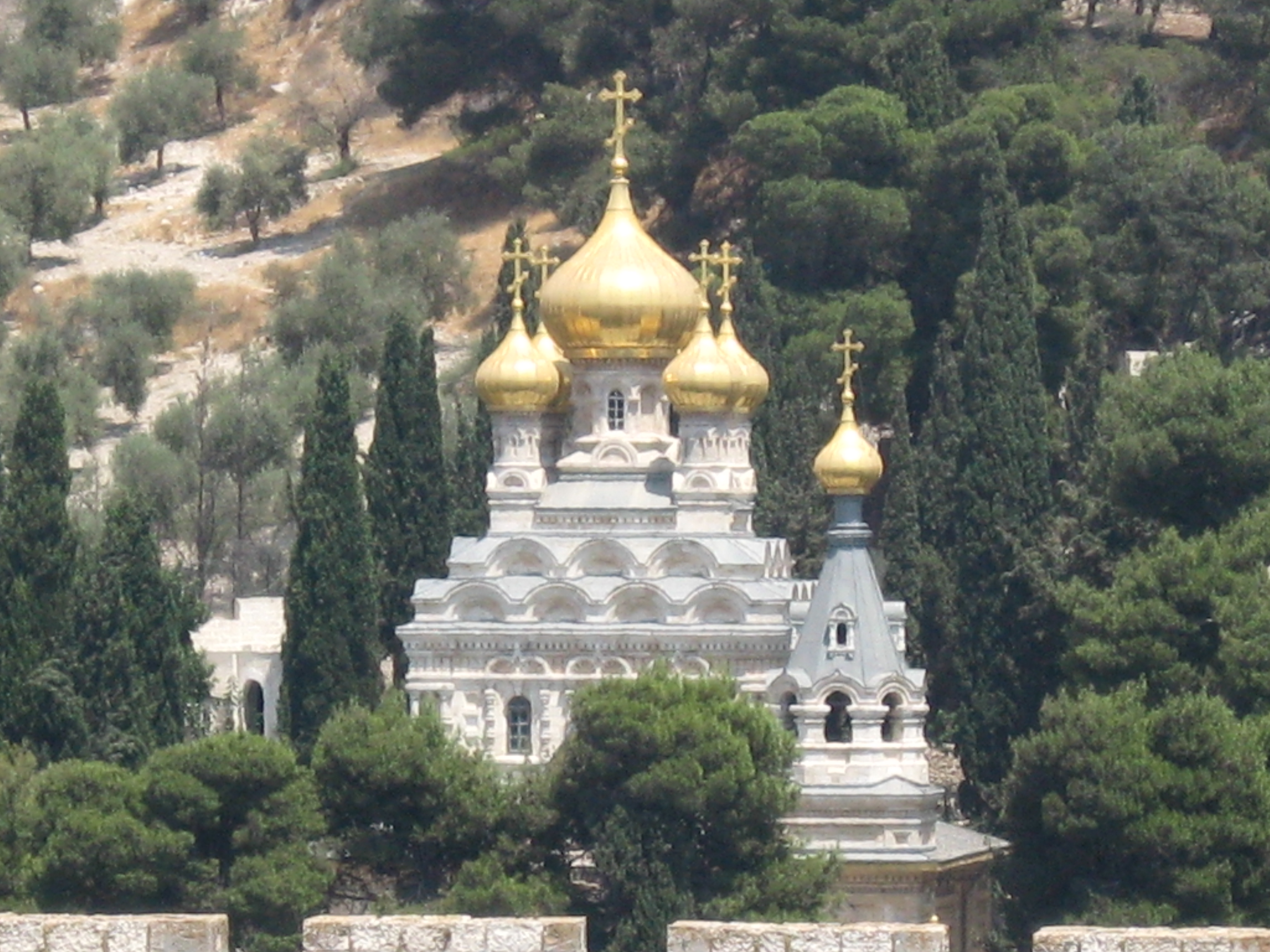
کلیسای مریم مجدلیه در جتسیمانی، محل دفن شاهدخت آلیس.

با وجود کهولت سن و ضعف جسمانی، آلیس در سال‌های پایانی عمر از قوای ذهنی خوبی برخوردار بود. او در ۵ دسامبر ۱۹۶۹ در سن ۸۴ سالگی در کاخ باکینگهام درگذشت. آلیس تمام اموال خود را در زمان حیات بخشیده بود و بعد از مرگ چیزی از خود باقی نگذاشت. جسد او ابتدا در گورابهٔ سلطنتی در نمازخانهٔ سنت جرجِ قلعهٔ وینزر دفن شد. اما خود او قبل از مرگ گفته بود که دوست دارد در کلیسای مریم مجدلیه در کوه زیتون اورشلیم و در نزدیکی خاله‌اش الیزابت هسن و راین دفن شود. این خواستهٔ او در ۳ اوت ۱۹۸۸ با انتقال جسد به سرداب این کلیسا برآورده شد.
در ۳۱ اکتبر ۱۹۹۴، دو فرزند در قید حیات آلیس، فیلیپ و سوفی، در مراسم بزرگداشت او در موزهٔ یادبود هولوکاست ید وشم حاضر شدند. در این مراسم به دلیل پناه دادن و نجات جان خانوادهٔ کوهن، عنوان درستکار در میان ملل به آلیس اعطا شد. شاهزاده فیلیپ در این مراسم دربارهٔ اقدام مادرش گفت: «احتمالاً هرگز به ذهنش خطور نکرد که کار ویژه‌ای می‌کند. او فردی با اعتقادات عمیق مذهبی بود و کمک به همنوعان در معرض خطر را یک عمل طبیعی انسانی می‌دانست». در سال ۲۰۱۰ نیز دولت بریتانیا عنوان قهرمان هولوکاست را به آلیس اعطا کرد.

## در رسانه‌های تصویری
شاهدخت آلیس در فصل‌های اول و دوم مجموعه تلویزیونی تاج به عنوان یکی از شخصیت‌های فرعی به تصویر کشیده شده. او همچنین در فصل سوم همین مجموعه به عنوان یکی از نقش‌های اصلی حضور دارد. نقش آلیس در فصل‌های مختلف این مجموعه به ترتیب توسط روزالیند نایت، سوفی لی استون و جین لپوتی‌یر ایفا شده است.

## عنوان‌ها، القاب و افتخارات

### عنوان‌ها و القاب
- ۲۵ فوریه ۱۸۸۵ – ۶ اکتبر ۱۹۰۳: عالیجاه شاهدخت آلیس باتنبرگ (به انگلیسی: Her Serene Highness Princess Alice of Battenberg)
- ۶ اکتبر ۱۹۰۳ – ۵ دسامبر ۱۹۶۹: والاحضرت همایونی شاهدخت اندروی یونان و دانمارک (به انگلیسی: Her Royal Highness Princess Andrew of Greece and Denmark)[۹۹]
- از ۱۹۴۹ تا زمان مرگ به عنوان مادر روحانی آلیس-الیزابت (به انگلیسی: Mother Superior Alice-Elizabeth) نیز شناخته می‌شد.[۱۰۰][۱۰۱]

### افتخارات
- صلیب اعظم نشان سنت اولگا و سوفیا
- صلیب سرخ سلطنتی (۱۹۱۳)
- نشان ملکه ماریا لوئیزا (۱۹۲۸)[۱۰۲]

بعد از مرگ
- درستکار در میان ملل (۱۹۹۳)
- قهرمان بریتانیایی هولوکاست (۲۰۱۰)

## فرزندان
| نام              | تولد          | مرگ            | ازدواج         | ازدواج                             | فرزندان |
| نام              | تولد          | مرگ            | تاریخ          | همسر                               | فرزندان |
| ---------------- | ------------- | -------------- | -------------- | ---------------------------------- | --- |
| شاهدخت مارگاریتا | ۱۸ آوریل ۱۹۰۵ | ۲۴ آوریل ۱۹۸۱  | ۲۰ آوریل ۱۹۳۱  | شاهزاده گوتفرید هوهنلوهه-لانگنبورگ | - شاهزاده کرافت هوهنلوهه-لانگنبورگ - شاهدخت بئاتریکس هوهنلوهه-لانگنبورگ - شاهزاده گئورگ آندریاس هوهنلوهه-لانگنبورگ - شاهزاده روپرخت هوهنلوهه-لانگنبورگ - شاهزاده آلبرخت هوهنلوهه-لانگنبورگ |
| شاهدخت تئودورا   | ۳۰ مه ۱۹۰۶    | ۱۶ اکتبر ۱۹۶۹  | ۱۷ اوت ۱۹۳۱    | برتولد، مارگراف بادن               | - شاهدخت مارگاریتای بادن - ماکسیمیلیان، مارگراف بادن - شاهزاده لودویگ بادن |
| شاهدخت سسیل      | ۲۲ ژوئن ۱۹۱۱  | ۱۶ نوامبر ۱۹۳۷ | ۲ فوریه ۱۹۳۱   | گئورگ دوناتوس، ولیعهد هسن          | - شاهزاده لودویگ هسن و راین - شاهزاده الکساندر هسن و راین - شاهدخت یوهانای هسن و راین |
| شاهدخت سوفی      | ۲۶ ژوئن ۱۹۱۴  | ۲۴ نوامبر ۲۰۰۱ | ۱۵ دسامبر ۱۹۳۰ | شاهزاده کریستف هسن                 | - شاهدخت کریستینا مارگارت هسن - شاهدخت دوروتئای هسن - شاهزاده کارل هسن - شاهزاده راینر هسن - شاهدخت کلاریسا آلیس هسن                                                                       |
| شاهدخت سوفی      | ۲۶ ژوئن ۱۹۱۴  | ۲۴ نوامبر ۲۰۰۱ | ۲۳ آوریل ۱۹۴۶  | شاهزاده گئورگ ویلهلم هانوفر        | - شاهزاده ولف ارنست هانوفر - شاهزاده گئورگ هانوفر - شاهدخت فردریکه هانوفر |
| شاهزاده فیلیپ    | ۱۰ ژوئن ۱۹۲۱  | ۹ آوریل ۲۰۲۱   | ۲۰ نوامبر ۱۹۴۷ | ملکه الیزابت دوم                   | - چارلز، شاهزاده ولز - آن، شاهدخت سلطنتی - شاهزاده اندرو، دوک یورک - شاهزاده ادوارد، ارل وسکس                                                                                              |

## تبار
| \| \| \| \| \| \| \| \| \| \| \| ۸. لودویگ دوم، دوک بزرگ هسن[۱۱۳] \| \| \| \| \| \| \| \| \| \| \| \| \| \| \| \| \| \| \| \| \| \| \| \| \| \| \| \| \| \| \| \| \| \| \| \| \| \| \| \| \| \| \| \| \| \| \| \| \| \| \| ۴. شاهزاده الکساندر هسن و راین[۱۱۴] \| \| \| \| \| \| \| \| \| \| \| \| \| \| \| \| \| \| \| \| \| \| \| \| \| \| \| \| \| \| \| \| \| \| \| \| \| \| \| \| \| \| \| \| \| \| \| \| \| \| \| \| \| \| \| \| \| \| \| \| ۹. شاهدخت ویلهلمین بادن[۱۱۵] \| \| \| \| \| \| \| \| \| \| \| \| \| \| \| \| \| \| \| \| \| \| \| \| \| \| \| \| \| \| \| \| \| \| \| \| \| \| \| \| \| \| \| \| \| \| \| \| \| \| \| \| \| \| \| \| \| \| \| \| ۲. شاهزاده لوییس باتنبرگ \| \| \| \| \| \| \| \| \| \| \| \| \| \| \| \| \| \| \| \| \| \| \| \| \| \| \| \| \| \| \| \| \| \| \| \| \| \| \| \| \| \| \| \| \| \| \| \| \| \| \| \| \| \| \| \| \| \| \| \| ۱۰. کنت موریتس هاوکه[۱۱۶] \| \| \| \| \| \| \| \| \| \| \| \| \| \| \| \| \| \| \| \| \| \| \| \| \| \| \| \| \| \| \| \| \| \| \| \| \| \| \| \| \| \| \| \| \| \| \| \| \| \| \| \| \| \| \| \| \| \| \| \| ۵. شاهدخت جولیای باتنبرگ[۱۱۷] \| \| \| \| \| \| \| \| \| \| \| \| \| \| \| \| \| \| \| \| \| \| \| \| \| \| \| \| \| \| \| \| \| \| \| \| \| \| \| \| \| \| \| \| \| \| \| \| \| \| \| \| \| \| \| \| \| \| \| \| ۱۱. سوفی لافونتن[۱۱۸] \| \| \| \| \| \| \| \| \| \| \| \| \| \| \| \| \| \| \| \| \| \| \| \| \| \| \| \| \| \| \| \| \| \| \| \| \| \| \| \| \| \| \| \| \| \| \| \| \| \| \| \| \| \| \| \| \| \| \| \| ۱. شاهدخت آلیس باتنبرگ \| \| \| \| \| \| \| \| \| \| \| \| \| \| \| \| \| \| \| \| \| \| \| \| \| \| \| \| \| \| \| \| \| \| \| \| \| \| \| \| \| \| \| \| \| \| \| \| \| \| \| \| \| \| \| \| \| \| \| \| ۱۲. شاهزاده کارل هسن و راین[۱۱۹] \| \| \| \| \| \| \| \| \| \| \| \| \| \| \| \| \| \| \| \| \| \| \| \| \| \| \| \| \| \| \| \| \| \| \| \| \| \| \| \| \| \| \| \| \| \| \| \| \| \| \| \| \| \| \| \| \| \| \| \| ۶. لودویگ چهارم، دوک بزرگ هسن[۱۲۰] \| \| \| \| \| \| \| \| \| \| \| \| \| \| \| \| \| \| \| \| \| \| \| \| \| \| \| \| \| \| \| \| \| \| \| \| \| \| \| \| \| \| \| \| \| \| \| \| \| \| \| \| \| \| \| \| \| \| \| \| ۱۳. شاهدخت الیزابت پروس[۱۲۱] \| \| \| \| \| \| \| \| \| \| \| \| \| \| \| \| \| \| \| \| \| \| \| \| \| \| \| \| \| \| \| \| \| \| \| \| \| \| \| \| \| \| \| \| \| \| \| \| \| \| \| \| \| \| \| \| \| \| \| \| ۳. شاهدخت ویکتوریای هسن و راین \| \| \| \| \| \| \| \| \| \| \| \| \| \| \| \| \| \| \| \| \| \| \| \| \| \| \| \| \| \| \| \| \| \| \| \| \| \| \| \| \| \| \| \| \| \| \| \| \| \| \| \| \| \| \| \| \| \| \| \| ۱۴. آلبرت ساکس کوبورگ و گوتا[۱۲۲] \| \| \| \| \| \| \| \| \| \| \| \| \| \| \| \| \| \| \| \| \| \| \| \| \| \| \| \| \| \| \| \| \| \| \| \| \| \| \| \| \| \| \| \| \| \| \| \| \| \| \| \| \| \| \| \| \| \| \| \| ۷. شاهدخت آلیس پادشاهی متحده[۱۲۳] \| \| \| \| \| \| \| \| \| \| \| \| \| \| \| \| \| \| \| \| \| \| \| \| \| \| \| \| \| \| \| \| \| \| \| \| \| \| \| \| \| \| \| \| \| \| \| \| \| \| \| \| \| \| \| \| \| \| \| \| ۱۵. ملکه ویکتوریا[۱۲۴] \| \| \| \| \| \| \| \| \| \| \| \| \| \| \| \| \| \| \| \| \| \| \| \| \| \| \| \| \| \| \| \| \| \| \| \| \| \| \| \| \| \| \| |                                |  |  |  |  |  |  |  |  |                             |  |  |  |
| |                                |  |  |  |  |  |  |  |  | ۸. لودویگ دوم، دوک بزرگ هسن |  |  |  |
| |                                |  |  |  |  |  |  |  |  |                             |  |  |  |
| |                                |  |  |  |  |  |  |  |  |                             |  |  |  |
| |                                |  |  |  |  |  |  |  |  |                             |  |  |  |
| | ۴. شاهزاده الکساندر هسن و راین |  |  |  |  |  |  |  |  |                             |  |  |  |
| |                                |  |  |  |  |  |  |  |  |                             |  |  |  |
| |                                |  |  |  |  |  |  |  |  |                             |  |  |  |
| |                                |  |  |  |  |  |  |  |  |                             |  |  |  |
| | ۹. شاهدخت ویلهلمین بادن        |  |  |  |  |  |  |  |  |                             |  |  |  |
| |                                |  |  |  |  |  |  |  |  |                             |  |  |  |
| |                                |  |  |  |  |  |  |  |  |                             |  |  |  |
| |                                |  |  |  |  |  |  |  |  |                             |  |  |  |
| | ۲. شاهزاده لوییس باتنبرگ       |  |  |  |  |  |  |  |  |                             |  |  |  |
| |                                |  |  |  |  |  |  |  |  |                             |  |  |  |
| |                                |  |  |  |  |  |  |  |  |                             |  |  |  |
| |                                |  |  |  |  |  |  |  |  |                             |  |  |  |
| | ۱۰. کنت موریتس هاوکه           |  |  |  |  |  |  |  |  |                             |  |  |  |
| |                                |  |  |  |  |  |  |  |  |                             |  |  |  |
| |                                |  |  |  |  |  |  |  |  |                             |  |  |  |
| |                                |  |  |  |  |  |  |  |  |                             |  |  |  |
| | ۵. شاهدخت جولیای باتنبرگ       |  |  |  |  |  |  |  |  |                             |  |  |  |
| |                                |  |  |  |  |  |  |  |  |                             |  |  |  |
| |                                |  |  |  |  |  |  |  |  |                             |  |  |  |
| |                                |  |  |  |  |  |  |  |  |                             |  |  |  |
| | ۱۱. سوفی لافونتن               |  |  |  |  |  |  |  |  |                             |  |  |  |
| |                                |  |  |  |  |  |  |  |  |                             |  |  |  |
| |                                |  |  |  |  |  |  |  |  |                             |  |  |  |
| |                                |  |  |  |  |  |  |  |  |                             |  |  |  |
| | ۱. شاهدخت آلیس باتنبرگ         |  |  |  |  |  |  |  |  |                             |  |  |  |
| |                                |  |  |  |  |  |  |  |  |                             |  |  |  |
| |                                |  |  |  |  |  |  |  |  |                             |  |  |  |
| |                                |  |  |  |  |  |  |  |  |                             |  |  |  |
| | ۱۲. شاهزاده کارل هسن و راین    |  |  |  |  |  |  |  |  |                             |  |  |  |
| |                                |  |  |  |  |  |  |  |  |                             |  |  |  |
| |                                |  |  |  |  |  |  |  |  |                             |  |  |  |
| |                                |  |  |  |  |  |  |  |  |                             |  |  |  |
| | ۶. لودویگ چهارم، دوک بزرگ هسن  |  |  |  |  |  |  |  |  |                             |  |  |  |
| |                                |  |  |  |  |  |  |  |  |                             |  |  |  |
| |                                |  |  |  |  |  |  |  |  |                             |  |  |  |
| |                                |  |  |  |  |  |  |  |  |                             |  |  |  |
| | ۱۳. شاهدخت الیزابت پروس        |  |  |  |  |  |  |  |  |                             |  |  |  |
| |                                |  |  |  |  |  |  |  |  |                             |  |  |  |
| |                                |  |  |  |  |  |  |  |  |                             |  |  |  |
| |                                |  |  |  |  |  |  |  |  |                             |  |  |  |
| | ۳. شاهدخت ویکتوریای هسن و راین |  |  |  |  |  |  |  |  |                             |  |  |  |
| |                                |  |  |  |  |  |  |  |  |                             |  |  |  |
| |                                |  |  |  |  |  |  |  |  |                             |  |  |  |
| |                                |  |  |  |  |  |  |  |  |                             |  |  |  |
| | ۱۴. آلبرت ساکس کوبورگ و گوتا   |  |  |  |  |  |  |  |  |                             |  |  |  |
| |                                |  |  |  |  |  |  |  |  |                             |  |  |  |
| |                                |  |  |  |  |  |  |  |  |                             |  |  |  |
| |                                |  |  |  |  |  |  |  |  |                             |  |  |  |
| | ۷. شاهدخت آلیس پادشاهی متحده   |  |  |  |  |  |  |  |  |                             |  |  |  |
| |                                |  |  |  |  |  |  |  |  |                             |  |  |  |
| |                                |  |  |  |  |  |  |  |  |                             |  |  |  |
| |                                |  |  |  |  |  |  |  |  |                             |  |  |  |
| | ۱۵. ملکه ویکتوریا              |  |  |  |  |  |  |  |  |                             |  |  |  |
| |                                |  |  |  |  |  |  |  |  |                             |  |  |  |
| |                                |  |  |  |  |  |  |  |  |                             |  |  |  |